# Craigslist
Craigslist is een gecentraliseerd netwerk van online gemeenschappen in de Verenigde Staten, waar advertenties staan die door ieder willekeurig persoon geplaatst kunnen worden, zoals vacatures, woningen, contactverzoeken, handelsberichten en cv's.
De hoofdzetel van het bedrijf bevindt zich in San Francisco (Californië, Verenigde Staten).
Craig Newmark startte de dienst in 1995 als e-maildienst voor vrienden in de San Francisco Bay Area; een jaar later ging de dienst online als website. In 1999 werd de dienst een officieel bedrijf, in 2000 werd de dienst uitgebreid naar negen steden in de Verenigde Staten. In 2001 en 2002 kwamen daar vier steden bij, in 2003 veertien. In april 2009 besloeg de reikwijdte van Craigslist circa 612 steden in 62 landen.